# Lásky jedné plavovlásky
Lásky jedné plavovlásky, Brasil: Os Amores de uma Loira , é um filme checo de 1965 dirigido por Miloš Forman.
O filme faz parte da lista dos 1.000 melhores filmes de todos os tempos do The New York Times.